# A Man Called Magnum
A Man Called Magnum (Originaltitel: Napoli si ribella) ist ein italienischer Polizeifilm aus dem Jahr 1977. Der von Michele Massimo Tarantini inszenierte Film, der im deutschsprachigen Raum auf Video erstveröffentlicht wurde, fand bei den Kritikern keinen Gefallen.

## Handlung
Kommissar Dario Mauri, als harter und hartnäckiger Mann bekannt, wird von Mailand nach Neapel versetzt, wo er bald einen Banküberfall aufzuklären hat. Mit seinem Assistenten Capece begegnet er der Unterweltgröße Domenico Laurenzi und dessen aalglatten Anwalt Cerullo. Zunächst als Juwelenraub angesehen, können die beiden Polizisten mit Hilfe von Luisa, die bei Laurenzi aufwächst – er hatte vormals die Ermordung ihrer Eltern angeordnet – die wahren Hintergründe offenlegen.
Nach einigen Morden und unter erheblicher Gefahr kann Mauri auf die Spur eines Arbeiters kommen, der Laurenzi mit einer entwendeten Ladung Drogen unter Druck setzt, so dass dieser alles versuchen muss, um seine internationalen Machenschaften aufrechterhalten zu können.

## Kritik
„Der Film funktioniert wirklich nur in einem Bereich“, schreibt Karsten Thurau in Der Terror führt Regie sarkastisch, „und zwar als überlanger Werbeclip“ (für die im Film konsumierten Alkoholikamarken). Ein „lustlos heruntergekurbelter Actionfilm“ (Lexikon des internationalen Films), der „auf Grund der Entfaltung der Geschichte in sehr vorhersehbaren Bahnen nur durch den Funken Humor, den die Gegenüberstellung des extrovertierten Cannavale und des stoischen Merenda mit sich bringt, bemerkenswert erscheint“, so ein italienischer Kritiker.

## Bemerkungen
Es handelt sich um einen der wenigen nicht komödiantischen Filme von Regisseur Tarantini.